# 김상록 (축구인)
김상록(한국 한자: 金相綠, 1979년 2월 25일 ~ )은 대한민국의 전직 축구 선수 출신 축구 지도자이다. 현역 시절 포지션은 공격형 미드필더, 왼쪽 윙어, 오른쪽 윙어였다. 

## 개요
중앙고등학교, 고려대학교를 졸업하였다. 자신에게 찾아온 슈팅 기회를 놓치지 않고 문전에서 흘러나오는 볼을 골로 마무리하는 킬러 기질로 인하여 '만능 해결사'라는 별명을 얻었다.

## 축구인 생활

### 선수 생활
2001년 드래프트 1순위로 포항 스틸러스에 입단하여 첫 해부터 주전 자리를 꿰차는 등 걸출한 활약을 보였으나, 팀은 2002년과 2003년 연이어 부진하여 큰 조명을 받지 못했고, 전술적으로 재정비를 하면서 주전 대열에서 밀려났다. 2004년 상무에 입대해 2006년 군 복무를 마치고 포항 스틸러스에 복귀하였고, 고기구와의 맞트레이드로 제주 유나이티드로 이적하였다. 2007년 이요한과의 맞트레이드로 인천 유나이티드로 이적하여, 데얀 다먀노비치, 방승환과 수준급의 테크니션 커넥션을 구축하며 많은 공격 포인트를 기록하였지만, 2008년 데얀 다먀노비치가 FC 서울로 이적하고 2009년 방승환이 제주 유나이티드로 이적한 이후에는 많은 출전 기회를 잡지 못하며 전과 같은 모습을 보여 주지 못했다. 2007년 4월 18일 포항 스틸러스와의 원정 경기에서 K리그 통산 52번째로 20-20클럽에 가입하였다.
결국 2010년 1월, 부산 아이파크로 이적하였으며, 2011년에는 내셔널리그의 울산 현대미포조선 돌고래로 이적하였다. 2013년, K리그 챌린지의 신생팀인 부천 FC 1995에 입단했다. 2013년 6월 2일 충주 험멜과의 경기에서 시즌 첫 득점을 올렸다. 2013시즌이 끝난 뒤 선수 생활을 마무리하였다.

### 지도자 생활
2016년, 상주 상무의 코치로 취임하여 지도자 생활을 시작하였다.
2017년, K리그2의 부산 아이파크의 코치로 선임되었다.
2018 시즌을 앞두고 FC 안양의 코치로 자리를 옮겼다.
2019 시즌을 앞두고 전북 현대의 스카우터로 선임되었다.
2021 시즌을 앞두고 울산 현대의 코치로 선임되었다.

## 플레이 스타일
체구는 작지만 수준급의 드리블과 패싱력, 시야 등 공격 전개에 필요한 운영 능력을 고루 갖추고 있다는 평가를 받았다. 오른발과 왼발 모두 능수능란하게 사용하며, 왼발을 이용한 짧게 치면서도 탄력 넘치는 마술 같은 드리블이 주무기이다. 왜소한 체구라는 약점을 상대의 수를 미리 읽는 영리한 플레이로 극복하였다.

## 그 외
2006년 12월 김미정과 결혼하였다.

## 경력

### 선수 경력
- 2001년 ~ 2003년 포항 스틸러스
- 2004년 ~ 2005년 광주 상무 (군 복무)
- 2006년 제주 유나이티드
- 2007년 ~ 2009년 인천 유나이티드
- 2010년 부산 아이파크
- 2011년 ~ 2012년 울산 현대미포조선 돌고래
- 2013년 부천 FC 1995
- 2017년 ~ 2018년 송월 FC

## 수상

### 개인
- 2000년 제48회 대통령배 최우수 선수상 수상

### 클럽

#### 포항 스틸러스
- FA컵 준우승 2회 (2001년, 2002년)